# Republikanismus
Der Republikanismus (lateinisch-französisch-neulateinisch: aus res publica [„öffentliche Sache“ oder „Gemeinwesen“]) ist eine aus der Staatstheorie hervorgegangene Richtung der politischen Philosophie, für welche der demokratische Wille nicht – wie im politischen Liberalismus – auf einer Aggregation vorpolitischer, pluraler und individueller Interessen beruht, sondern in einem öffentlichen Prozess auf der Grundlage von Bürgertugenden aktiv geformt wird.

## Grundsätze
Wichtig für den Republikanismus ist die Ausweitung der integrativen Möglichkeiten des Volkes und der Individuen, indem die Regierenden für eine vorher festgelegte, unwiderrufliche Zeit in periodischen Abständen vom Volk oder deren Repräsentanten gewählt (legitimiert) werden, damit sich die Souveränität nicht nur auf den kurzen Vorgang des Wählens reduziert (interaktive Demokratietheorie). Die Politik ist der Raum für öffentliche Entscheidungen.
Der aktive politische Realist (Aktivbürger) scheint eine Verkörperung des Aufklärungsideals des mündigen Bürgers sowie der republikanischen Idee des gemeinsinnorientierten (lat. Sensus communis) Citoyens zu sein.
Republikaner gehen von einem (juristischen) Menschen im Gefüge rechtlicher und staatlicher Ordnung, als Träger von Rechten und Pflichten als Hoheitsgewalt aus, einer Vereinigung der gesamten Bürgerschaft, die zunächst den Gesamtwillen und später nach Allgemeinwohl gerichteten Aspekten einen Gemeinwillen (Volonté générale) gestaltet, der auch geistige Anteilnahme von Minderheiten und Nichtbeteiligten zu berücksichtigen hat.
Zentrale Merkmale sind die Herrschaft der Vielen und das Streben nach dem Wohl aller unter Berücksichtigung einer geschützten Privatsphäre. Andauernde Willens- und Meinungsfreiheit sind elementar in republikanischen Verfassungen, unterliegen aber auch der Gefahr, dass die Partizipation des Volkes nicht im ausreichenden Maße berücksichtigt wird, wenn die Regierenden nicht für das Wohl aller Bürger sorgen, sondern nur für das eigene oder dasjenige einzelner Minderheiten. Minderheiten können im Republikanismus jedoch auch als demokratischer Nebeneffekt ganz entrechtet werden. Die Beschneidung liberaler Rechte geschieht, wenn die Mehrheit sich dadurch einen Nutzen, z. B. mehr Sicherheit verspricht.
Wenn das Volk ein wachsendes Mitspracherecht bei Regierungsentscheidungen eingeräumt bekommt, wird die Konsensfähigkeit erschwert; sofern die Gesetzesausarbeitung lediglich von speziell Gewählten erfolgt, wird jenen Vertretern eine derart große Befugnis zugestanden, dass die Gefahr einer Quasidiktatur gegeben ist; der ungezügelte Liberalismus birgt die Bedrohung der Oligarchie.

### Republikanismus versus Liberalismus
Der Republikanismus tritt in unterschiedlichen Ausprägungen auf und hat sich im Laufe der Geschichte weiterentwickelt. Der Republikanismus geht davon aus, dass der Einzelne grundsätzlich ein teilhabewilliger, solidarisierungsorientierter und vernunftbestimmter Bürger sei. Von Seiten des Liberalismus- bzw. der repräsentativen Demokratiebewegung wird am Republikanismus die hohen Erwartungen an Rationalität und an ein Eingebundensein des Bürgers in die Politik kritisiert.
Nach einer anderen Auffassung schließen sich Republikanismus und Liberalismus nicht gegenseitig aus, sondern differenzieren sich in prägnanten Unterscheidungsmerkmalen.
Republikanismus glaubt an die sozio-moralischen Fähigkeiten der Staatsbürger und begünstigt die optimistische Ideologie einer auf Bürgeraktivität setzenden partizipatorischen, basisorientierten Demokratie. Bei dieser verständigen sich Bürger und Volksvertreter (bzw. Interessengruppen, Parteien, Assoziationen und staatliche Organe) untereinander im Interesse der Allgemeinheit und unterbreiten anteilnehmend Vorschläge, um bei der Umsetzung der Politik dezidiert Einfluss zu nehmen.
Politischer Liberalismus vertritt im Großen eine eliteorientierte Demokratieidee, welche gewählten Repräsentanten, auf Arbeitsteilung basierend, die politische Entschlussformulierung mit der Bestimmung anheimstellt, den als ungenügend vernünftig beurteilten erfahrungsgemäßen Volks- und Bürgerwillen zu einem unverfälschten Gesamtinteresse in einem Gemeinwesen zu verfeinern.
Republikanismus ist nah verwandt mit dem Entwurf des Kommunitarismus, der Zivil- oder Bürgergesellschaft, der assoziativen und der deliberativen Demokratie.
Eine Fortsetzung des politischen Liberalismus ist in der sachlich anthropologischen, pluralistischen Demokratietheorie zu erkennen, wobei hier die im Republikanismus behauptete politisch-moralische Zuständigkeit des Bürgers angezweifelt wird.

## Geschichte des Republikanismus
Gruppierungen, die den Republikanismus förderten, entwickelten sich aus einer Gegnerschaft zu Monarchien (besonders jede Form von Erbrecht) sowie aus der Befürwortung der bürgerlichen Verfassungsbewegung und bestanden bereits vereinzelt vor der Umsetzung der Idee von republikanischen Staatsformen. Als schließlich Staaten nach dem Muster einer Republik gebildet wurden und das Volk am Entscheidungsprozess der politischen Gemeinschaft beteiligt wurde, sind ihre Ziele zunehmend von sozialistischen Parteien einerseits und Volksparteien der rechten Mitte andererseits übernommen worden; beide Richtungen kennzeichnen Merkmale der sogenannten modernen Parteien, die sich in der Neuzeit entfaltet haben. Parlamentarisch-demokratische Republiken praktizieren einen Parlamentarismus oder ein Präsidialsystem.
Vaishali (heute: indischer Bundesstaat Bihar) war die erste Republik der Welt, welche ähnlich aufgebaut war wie die später gegründeten griechischen. In der Antike ist die Geschichtsschreibung z. B. bei Tacitus in der eigenen politischen und weltanschaulichen Position verankert, einem tief verwurzelten Republikanismus und Aristokratismus, begründet in der Sorge um die in der Alleinherrschaft bedrohten Werte des römischen Staatsgedankens. Es entwickelten sich Mischverfassungen, welcher Begriff eine Verfassung bezeichnet, die Elemente aus zwei oder mehreren anderen Gattungen von Staatsformen mischt (beispielsweise Demokratie, Aristokratie, Oligarchie etc.) und damit eine neue Staatsform gestaltet. Bereits in der Antike wurden dahingehende Theorien entwickelt: beispielsweise von Herodot, Aristoteles (wie in seiner Politie), Platon, Polybios etc., aber auch in der jüngeren Vergangenheit (siehe unter anderem die gewaltenteilige Mischverfassung von Montesquieu). Auch Helvidius Priscus genoss wie sein Schwiegervater Publius Clodius Thrasea Paetus Ansehen für seinen leidenschaftlichen und mutigen Republikanismus. Platon befasste sich z. B. in seinem Werk Nomoi („Die Gesetze“) umfangreich in Dialogform gehalten über einen anzustrebenden Staat, der auch Staatsverfassungen berücksichtigt, welche historischen Modelle auch schon in Argos, Messenien, Sparta, Persien und Athen umgesetzt zu finden sind. In den demokratischen, polisnormierten Stadtstaaten des alten Griechenlands bildete sich, auch durch Aristoteles’ Werke, der Bürger, der durch Wahlen direkt in die politischen Geschehnisse seines Staates als souveränes Mitglied der Bürgerschaft eingreifen konnte. Als Kreislauf der Verfassungen wird ein von Aristoteles im 4. Jahrhundert v. Chr. in Anlehnung an die tatsächliche Entwicklung im antiken Griechenland entworfenes System der Verfassungsentwicklung bezeichnet. Die damalige Abstimmung erfolgte aber nicht durch Menschen als Einzelwesen, sondern als Beteiligte des Demos, die sich an dem Willen der Majorität orientierten. Diese althergebrachte Form des Republikanismus war aus heutiger Sicht mit dem Mangel belastet, dass zur Demos nur freie Männer bzw. Patrizier gezählt wurden und das Prinzip allgemeiner Gleichberechtigung oder der Freiheit der Gesamtheit des Volkes noch als unerheblich galt.